# James Flynn (escrimeur)
Pour les articles homonymes, voir James Flynn (homonymie) et Flynn.
Pour le politologue, voir James Flynn.
James Flynn, né le 8 août 1907 à Paterson (New Jersey) et mort le 15 août 2000 à Orange (New Jersey), est un escrimeur américain.

## Carrière
James Flynn participe aux Jeux olympiques de 1948 à Londres et remporte la médaille de bronze avec l'équipe américaine masculine de sabre composée de Norman Armitage, George Worth, Tibor Nyilas, Dean Cetrulo et Miguel de Capriles.